# Molino Ruatti
Il molino Ruatti è un antico mulino ad acqua situato a Rabbi in località Pracorno (provincia di Trento). Di costruzione ottocentesca, è stato completamente restaurato nel 2004 e, sotto forma di museo, costituisce un esempio di mulino ad acqua ancora funzionante.

## Storia

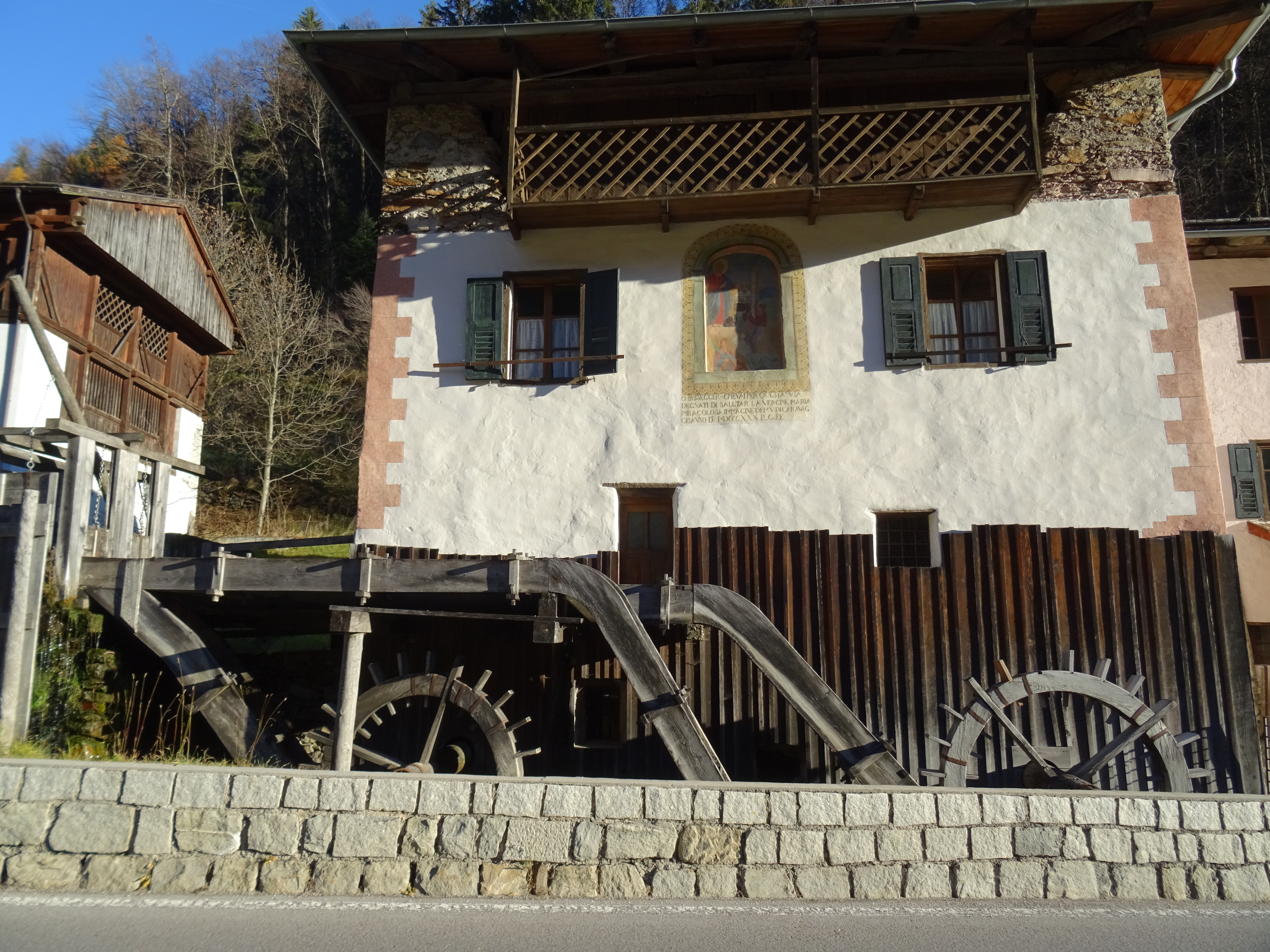
Gli ingranaggi

Le prime notizie storiche circa la presenza di mulini in zona risalgono al Duecento, quando queste strutture vengono annoverate tra le proprietà del Principato vescovile di Trento e i loro proventi considerati come parte delle entrate della famiglia Thun-Hohenstein, feudataria della valle. La costruzione del Mulino Ruatti di Pracorno è da collocarsi prima del 1830, data riportata sull'affresco che decora la facciata.
Il mulino rimane in funzione almeno fino alla seconda metà del Novecento, dopodiché lo stato di abbandono degli anni successivi compromette seriamente lo stabile, che venne acquisito dalla Provincia autonoma di Trento nel 1989. Nel 1999 la Soprintendenza per i Beni Architettonici viene incaricata del lavoro di ristrutturazione e l'intervento, su progetto degli architetti Martino Franceschini, Alberto Dalpiaz e Alessandra Agrimi, ha inizio nel 2004. I lavori di recupero portano alla riattivazione del mulino, non in funzione produttiva ma didattica, attraverso la creazione di una casa-museo, testimonianza di archeologia artigianale di montagna.
Il 16 luglio 2010 l'amministrazione provinciale ha ceduto gratuitamente il mulino al comune di Rabbi per garantire una migliore gestione del bene e un incentivo allo sviluppo turistico locale. Difatti, la tipologia del bene culturale, un mulino ad acqua, lo rende fortemente legato alla comunità locale sia per la sua posizione, sia per la sua storia e risulta maggiormente funzionale che sia lo stesso comune di Rabbi ad avere la disponibilità del bene, in modo da poterlo gestire direttamente. Inoltre, essendo il mulino situato in una zona a valenza turistica, una gestione diretta da parte della comunità locale consente un maggior coinvolgimento degli operatori economici al fine di sfruttare il bene stesso non solo in una dimensione culturale, ma anche turistica, portando le amministrazioni locali a gestire autonomamente le proprie risorse turistiche. In tale occasione, la Soprintendenza ai Beni Architettonici ha eseguito una stima del mulino, che ne ha fissato il valore a più di un milione di euro.

### Il restauro

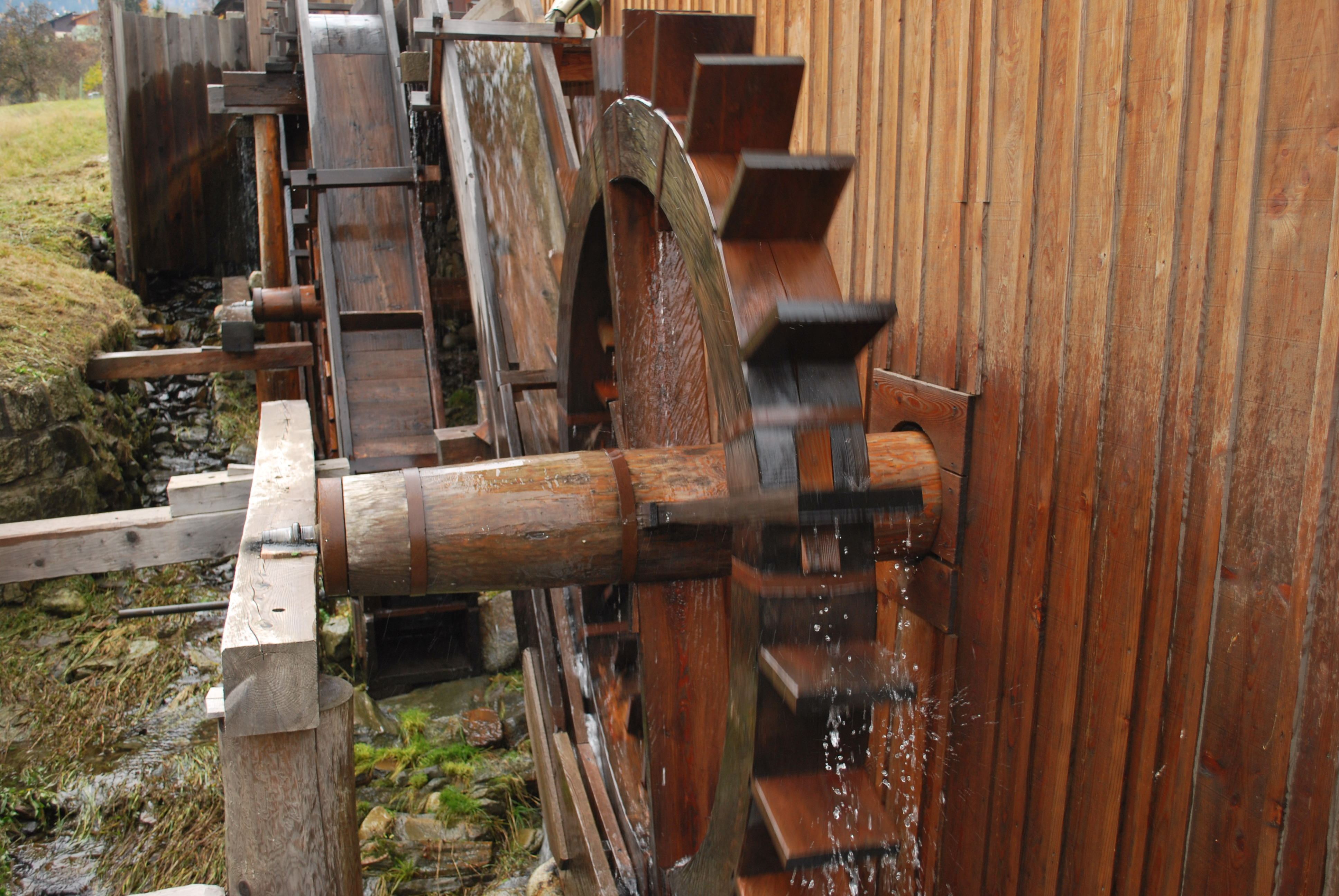
Dettaglio della ruota esterna

Il progetto di ristrutturazione del mulino si è basato sostanzialmente su un recupero integrale dell'edificio, con particolare attenzione all'apparato tecnico e produttivo. La ruota in legno esterna è stata ricostruita, mentre gli ingranaggi interni sono stati in parte recuperati, tra cui l'albero di trasmissione verticale, e in parte ricostruiti poiché troppo degradati, ad esempio le dentature. L'intero apparato è ancora in grado di far muovere la macina grazie al precedente lavoro di recupero dell'acquedotto, distrutto al tempo da una piena del torrente Rabbies.
Sono stati recuperati in legno anche il balcone esterno e, all'interno, i vecchi solai. È inoltre stata recuperata l'antica stalla con le mangiatoie, mentre l'edificio accessorio, sottoposto alle prescrizioni previste per la tutela indiretta, è stato adibito ad ufficio di accoglienza dei visitatori. Le particelle fondiarie, invece, anch'esse quasi tutte sottoposte alla tutela indiretta, completano in maniera inscindibile il complesso del mulino.

## Struttura e locali

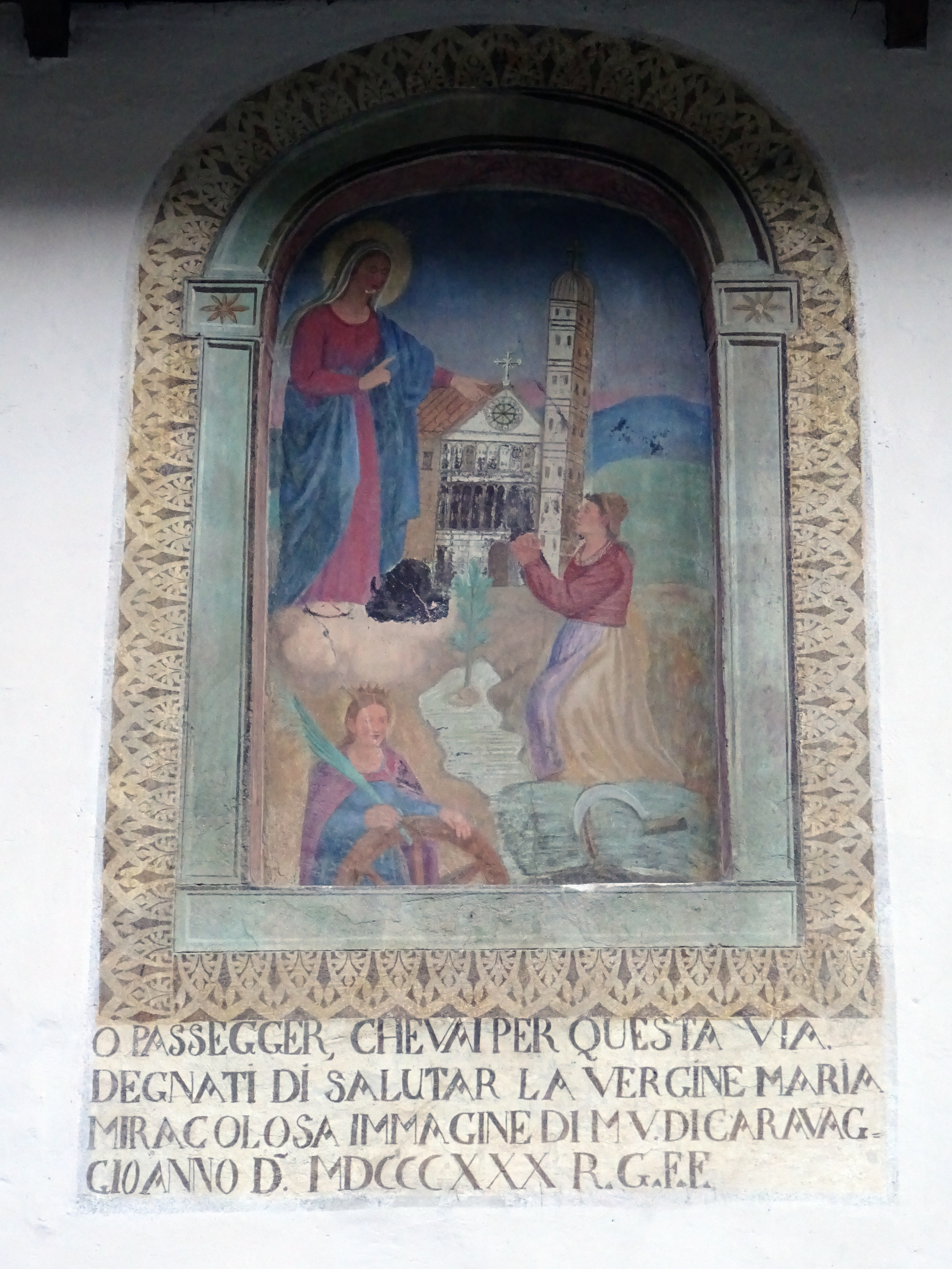
Affresco raffigurante l'apparizione della Madonna di Caravaggio sulla parete esterna

L'aspetto esterno del mulino conserva le tradizionali caratteristiche di questo tipo di edifici: centro focale è la grande ruota in legno, collegata a canali che, dal torrente Rabbies, portano l'acqua fino a qui. Sulle pareti esterne, completamente in pietra, si aprono due ingressi: uno che porta alle macine e agli ingranaggi del mulino, l'altro alla cantina e alle stalle. A lato del secondo ingresso vi è inoltre una scala che porta alle vecchie camere da letto, alla cucina e alla nuova stanza di accoglienza per i visitatori. In facciata, inoltre, è posto un affresco raffigurante la Madonna di Caravaggio e Santa Caterina d'Alessandria, patrona dei mugnai.
L'intero mulino, dopo i restauri, ha assunto l'aspetto e la funzione di museo e, pertanto, sono presenti un ambiente di partenza e un percorso di visita appositamente pensato e segnalato. L'allestimento propone al visitatore una sorta di luogo della memoria in cui viene presentata una panoramica generale sulla società rurale e sull'economia contadina della Val di Rabbi, dalla particolare ottica dell'attività che nel mulino si svolgeva, attraverso l'esposizione di oggetti quotidiani, riducendo al minimo i supporti mediatici e con il sottofondo verbale dei commenti recitati dal locale gruppo di teatro. I vari locali visitabili sono:
- La stalla: nella vecchia stalla sono esposte le antiche mangiatoie di legno, originali. Sopra sono anche scritti i nomi delle mucche: Stila, Spezola, Chieta, Mora, Grisa. Completano l'esposizione alcuni attrezzi da lavoro;
- La cucina: entrando a sinistra è posto l'antico focolare di tipica fattura trentina, con piastrelle in maiolica. Sotto una finestra vi è un acquaio. Lungo le pareti affrescate sono posti vari pezzi d'arredo dell'epoca, corredati da oggetti d'uso come piatti e paioli in rame;
- Stanza padronale: attrattiva della sala è il grande letto posto al centro. La testiera è in legno lucido e intarsiato, mentre nell'angolo della stanza si può osservare un armadio dell'epoca. Sulla stessa parete si apre una finestrella molto piccola che, presumibilmente, serviva a sorvegliare eventuali visitatori. Accanto si trova un tavolo di legno antico con la sua sedia, anch'essa decorata da vari intarsi. Per riscaldare la stanza veniva usata una stufa in maiolica, ancora presente ed esposta nella sala;
- Camere da letto: affiancate alla stanza padronale si hanno altre due camere da letto: nella prima si osservano pochi elementi, fra cui il letto e una sedia di legno lucidato e intarsiato. Il soffitto della stanza era caduto ed è stato restaurato. Di fronte all'entrata si trova una finestrella che dà all'esterno. Nell'altra camera, completamente rivestita di legno, si trova un'altra, grande stufa in ceramica verde;
- Il salone: posto all'ultimo piano, è molto spazioso e luminoso e raggiungibile attraverso l'originale scala in legno. Si affaccia su un balcone, che dà sull'uscita posteriore.
- La soffitta: notevolmente restaurata, si raggiunge passando per una ripida scala di legno. Il pavimento è in legno, mentre i muri sono in pietra. Il sottotetto, visibile in tutta la sua estensione sul fabbricato, è in legno con travi a vista. L'arredo è costituito da una sola panchina. In fondo è posta l'apertura che consentiva di trasferire il fieno dalla soffitta alla stalla sottostante.
- La stanza dei servi: si trova in soffitta e si può vedere attraverso un grande vetro. Vi è una vecchia slitta, mentre a lato si apre una piccola porta. All'interno si trovava lo stretto indispensabile per dormire.